# 圣若瑟堂 (锡耶纳)

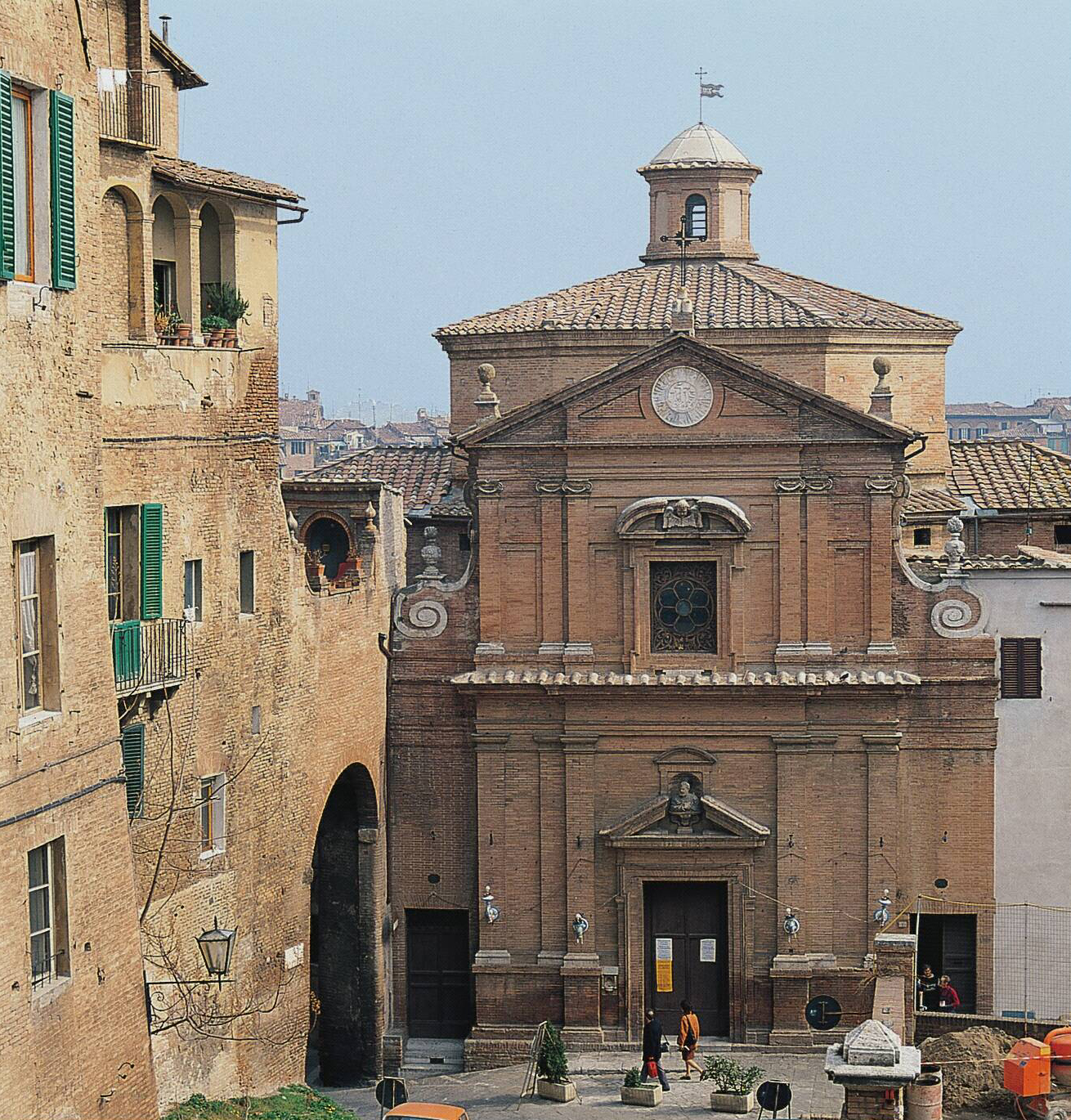
圣若瑟堂

圣若瑟堂（Chiesa di San Giuseppe）是意大利锡耶纳的一座教堂。 
该教堂由波浪区（contrada dell'Onda）修建，始建于1521年。兴建工程持续了整个世纪。
砖砌立面完成于1653年，内部为希腊十字平面，上部为一个八角形的圆顶。内部装饰为 Nasini 家族捐献。地下室设有该区博物馆。